# THE WILLARD
THE WILLARD（ザ・ウィラード）は1982年に結成された日本のパンク・ロックバンド。

## メンバー

### 現在のメンバー
- Jun（ボーカル・ギター）

### 過去の在籍メンバー
- YOU（ギター）
- SHIN（ギター）
- 西尾智浩（ギター）
- CASINO（ベース）
- KIX（ベース）
- 穴井仁吉（ベース）
- KYOYA（ドラムス）
- OHSHIMA（大島治彦）（ドラムス）
- KLAN（初期はギター、後にベース）

### 現在のサポートメンバー
- 酒井愁（ドラムス）
- 山田 直史(ギター)
- 西山 史晃（ベース）

### 過去のサポートメンバー
- 内藤幸也（ギター）元SUPER BAD
- 香川孝博（ギター）元DEAD END
- 魔太郎（ドラムス）
- 西山史晃（ベース）
- 石井明夫（ベース）

他

## 来歴
1982年に結成。メンバーはVo.Jun、G.KLAN、B.CASINO、Dr.KYOYA。
1983年、一時活動停止。Junはギタリストとしてザ・スターリンに参加。
1984年、活動再開。CASINOの自殺により、KLANがB.として加入。G.にYOUを迎え、シングル『OUTLAW』発表。
1985年にリリースされた1st.アルバム『GOOD EVENING WONDERFUL FIEND』は、当時インディーズとして異例の1万枚以上を売上。同時期、雑誌「宝島」を中心にインディーズ・ブームが起こり、NHKで特別番組「インディーズの襲来」として紹介されるほどになり、THE WILLARDは、LAUGHIN' NOSE、有頂天と共に「インディーズ御三家」と言われ、高い人気を誇った。
1986年、SHIN加入。8月新宿都有3号地（現・東京都議会議事堂）でメジャー・デビューギグを行い、9月メジャー第1弾アルバム『Who sings a gloria?』を東芝EMIからリリース。
1989年、KLAN脱退。
1997年、最後のオリジナル・メンバーであるKYOYA脱退。後にKYOYAはLAUGHIN' NOSEに加入（2013年脱退）。

## ディスコグラフィー

### シングル
1. LA CADUTA DEGLI DEI（1983/7）
2. PUNX SING A GLORIA（1983/12）
3. OUTLAW（1984/4）
4. VANGUARD（1985/6）
5. CONGRATULATION（1985/7）
6. 3YEARS（1985/10/5）
7. LIGHTNING SCARLET（1986/7/23）
8. RUN "CINDY" RUN（1986/12/25）
9. SILLY GAMES（1987/6/5）
10. ROSE OR LOSE（1988/7/24）
11. VAMPIRE NIGHT（1990/1/21）
12. PRANK STER A GO GO（1998/5/8）
13. Fabulous 26 O'Clock（2004/12/11）
14. Tangerine Sky & Tiny Daisy Chain （2006/7/8）
15. Sweet Bad Journey （2006/12/8）
16. DAYBREAK AT THE LYCEUM （2018/7/25）

### オリジナル・アルバム
1. GOOD EVENING WONDERFUL FIEND（1985/10/5 - 1989年、1998/9/23、2006/2/18　再発）
2. WHO SINGS A GLORIA?（1986/9/29 - 2006/6/20、2006/8/23　再発）
3. THE LEGEND OF SILVER GUNS（1987/7/6 - 2006/6/20、2006/9/29　再発）
4. THE TOWN IN DESTINY（1988/8/27 - 2006/9/29　再発）
5. THE WILLARD（1990/1/21）
6. REPTILE HOUSE（1991/9/10）
7. FUNNY FEARS（1993/2/10 - 2012/7/1　再発）
8. BISHOP ON THE NEEDLE（1994/4/21 - 2001/10/21　再発）
9. TALLYHO（1997/7/24 - 2010/10/30　再発）
10. My Sweet Journey（2006/7/22）
11. Romancer（2016/12/14）

### ミニ・アルバム
1. WILL（1986/5 - 1987年、1989年　再発）
2. MERCY FOR THE RABBIT（1988/2/25）
3. LUCIFER LIVES -FOGGY MIDNIGHT SESSION-（1992年 - 2007/6/8　再発）

### ベスト・アルバム
1. INDIES（1986/8/30 - 1987/9/21、1989年　再発）
2. GONE WITH THE WIND（1989/4/8）
3. TAKE THE HORROR TRAIN（1996/7/20 - 2001/12/21　再発）
4. RUBBISH STORIES HAPPEND（1997/5/21）

### シングル・コンピレーション
1. Jewels（2012/12/12）

### ライブ・アルバム
1. HELL BOUND EXPRESS LIVE（1994/1/21 - 2001/10/21　再発）

### 参加音源
1. THE PUNX（1985/3）- THE END,STINKY VICE
2. 抱きしめたい（1988/4/6） - WHILE MY GUITAR GENTRY WEEPS
3. BOOGIE WITH THE WIZARD ～A TRIBUTE TO MARC BOLAN & T.REX（1997/11/21） - 20th CENTURY BOY

### VIDEO
1. STANDING OVATION（1985/12/21）
2. HAUNTED YEARS（1989/4/26）
3. SPEED WAS BEST FRIEND（1990年）

### 書籍
1. LIGHTNING SCARLET（1986 シンコーミュージック）